# بخش والنوت (شهرستان فیرفیلد، اوهایو)
بخش والنوت (به انگلیسی: Walnut Township) یک منطقهٔ مسکونی در ایالات متحده آمریکا است که در شهرستان فیرفیلد، اوهایو واقع شده‌است.
 بخش والنوت ۱۳۰٫۶ کیلومتر مربع مساحت و ۶٬۸۴۱ نفر جمعیت دارد و ۳۰۰ متر بالاتر از سطح دریا واقع شده‌است.